# Битва при Кантиньи
Битва при Кантиньи (англ. Battle of Cantigny) — сражение 1918 года на Западном фронте Первой мировой войны, произошедшее у французской деревни Кантиньи. Первая крупная битва Американского экспедиционного корпуса в Первой мировой войне.

## Захват Кантиньи

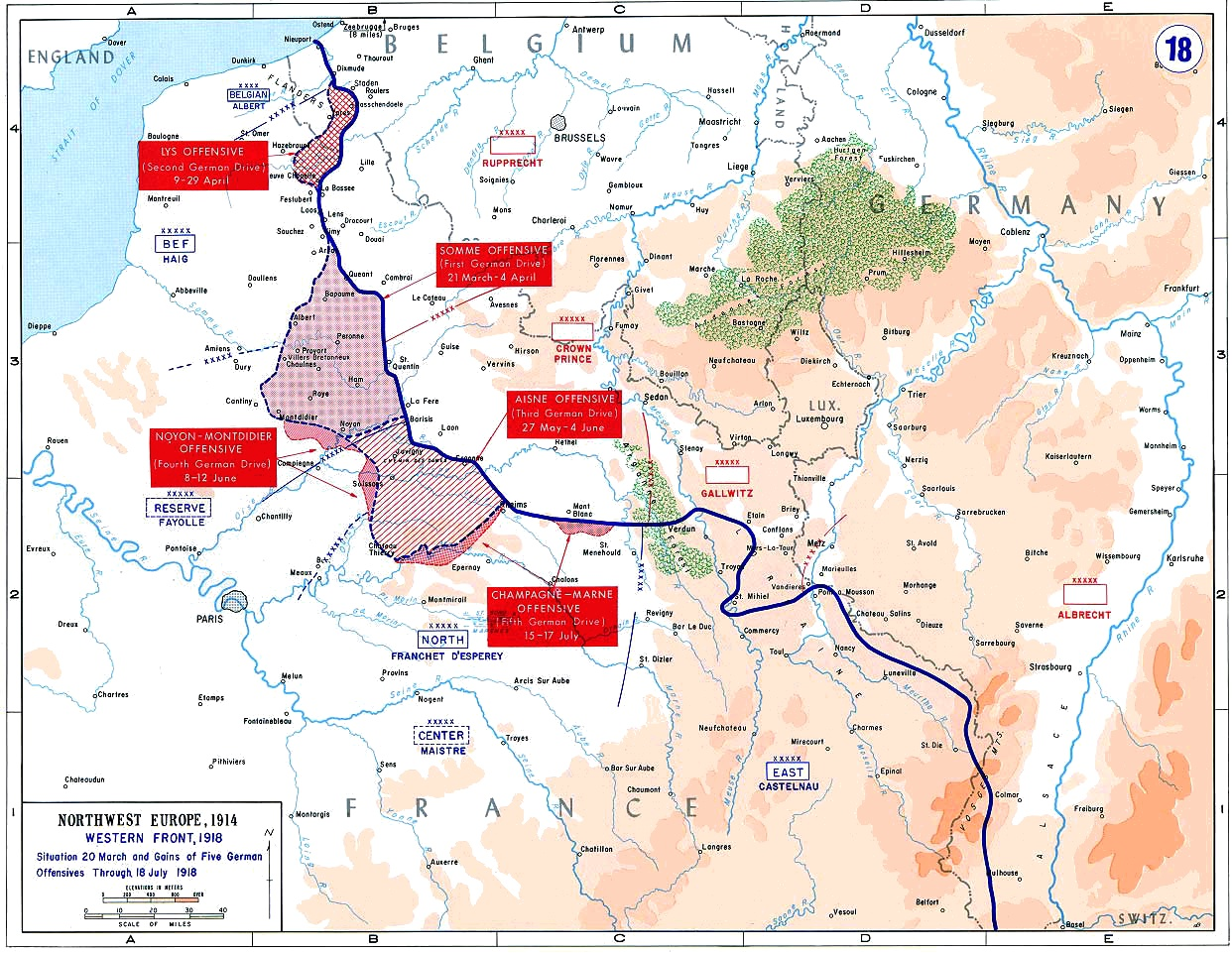
Карта наступления немцев в Операции «Михаэль»

28 мая 1918 года в 06:45 американские солдаты 28-го пехотного полка покинули свои плацдармы после часовой артиллерийской подготовки. Частью подготовки был контрбатарейный огонь по позициям немецкой артиллерии.
28-й пехотный полк, две роты 18-го пехотного полка, три пулеметные роты и рота инженеров (в составе 3564 человек) захватили Кантиньи у частей 18-й немецкой армии. Деревня располагалась на возвышенности, в окружении леса, что делало её идеальным наблюдательным пунктом для немецкой артиллерии.

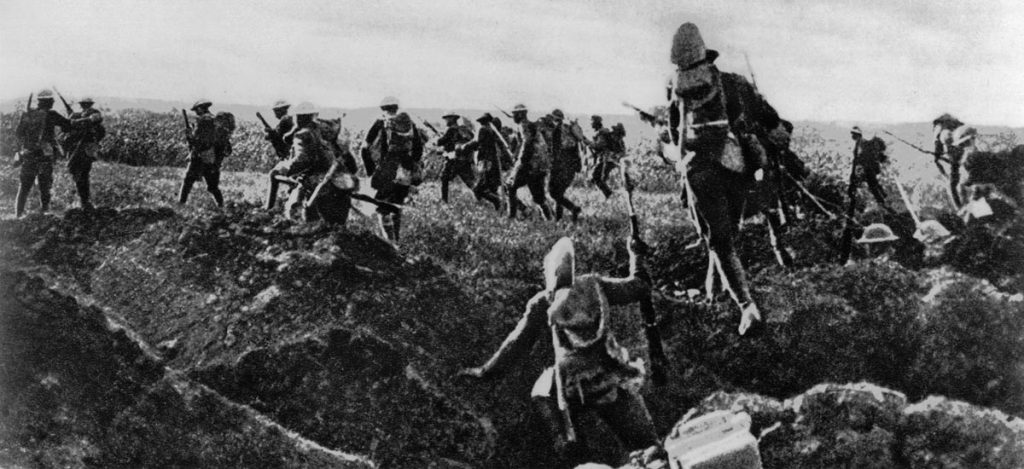
Атака войск США

Поскольку американских войск не было в достаточном количестве, французские силы обеспечили прикрытие с воздуха.
При такой мощной поддержке, продвигаясь по графику за ползучим артиллерийским огнем, 28-й пехотный полк овладел деревней за 30 минут. Затем он продолжил путь к своей конечной цели примерно в полутрокилометре от деревни.

## Контратаки немецких войск
28 мая 1918 в 17:10 произошла первая крупномасштабная контратака, в ходе которой рота 1-го батальона 26-го пехотного полка была использована для усиления слабого места в американской линии обороны. Серия контратак в течение следующих двух дней также была разбита американскими полками.
Американские войска уменьшили выступ и расширили фронт примерно на милю. Войска США удержали свои позиции, потеряв 1603 человека, в том числе 199 убитыми в бою.
Успех американцев при Кантиньи убедил французов, что на американские дивизии можно положиться против немецкого наступления на Париж. За победой при Кантиньи в первой половине июня последовали атаки на Шато-Тьерри и Белло Вуд.

## Память

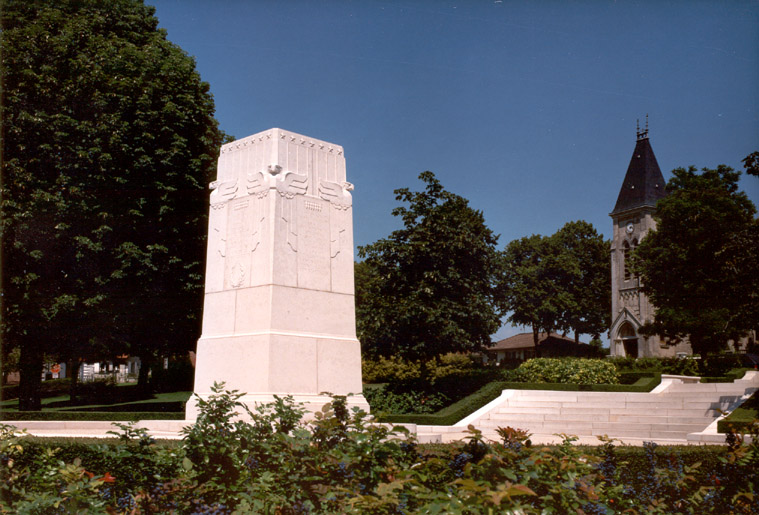
Монумент стоящий в Кантиньи, Франция.

В 1923 году Американская комиссия по боевым памятникам установила 25 боевых памятников, в том числе один в деревне Кантиньи, который был открыт 9 августа 1937 года.
Памятник 1-й дивизии, расположенный вдоль дороги в полумиле к юго-востоку от Кантиньи, является одним из пяти памятников, воздвигнутых самой 1-й дивизией в 1919 году. Имена погибших в окрестностях Кантиньи выгравированы на бронзовых пластинах.